# (38684) Velehrad
(38684) Velehrad (2000 QK9) – planetoida z pasa głównego asteroid okrążająca Słońce w ciągu 7,87 lat w średniej odległości 3,96 j.a. Odkryta 25 sierpnia 2000 roku.